# Saliha (rap)
Pour les articles homonymes, voir Saliha (homonymie).
Saliha Saïdani, de son nom de scène Saliha, née en 1970 à Bagneux, est une rappeuse française,.

## Biographie
Saliha est considérée comme une des pionnières du rap français.

## Discographie

### Albums
- Unique, Virgin, 1991
- Résolument Féminin , Epic, 1994

### EPs
- Je Pense, Virgin, 1991
- Saliha Featuring Harmony - Moment De Gloire, Virgin, 1992
- 16 Ans 9 Mois Et Un Bébé Sur Les Bras, Epic, 1994
- Me V'La, Sony Music France, 1994

### En Compil
- Enfants Du Ghetto, Rapattitude, Virgin, 1990